# Mike Biggar
Pour les articles homonymes, voir Biggar.
Pas d'image ? Cliquez ici

b Matchs officiels uniquement.
Dernière mise à jour le 29 octobre 2013.
Michael Andrew Biggar dit Mike Biggar, né le 20 novembre 1949 à Aberdeen, est un joueur de rugby à XV écossais qui a joué avec l'équipe d'Écosse évoluant au poste de troisième ligne aile.

## Biographie
Mike Biggar étrenne sa première cape internationale le 1er février 1975 contre l'équipe d'Irlande, et il dispute son dernier match dans le tournoi des Cinq nations le 15 mars 1980 contre l'équipe d'Angleterre.

## Statistiques en équipe nationale
- 24 sélections avec l'équipe d'Écosse
- Sélections par années : 4 en 1975, 3 en 1976, 3 en 1977, 5 en 1978, 5 en 1979, 4 en 1980
- Tournois des Cinq Nations disputés : 1975, 1976, 1977, 1978, 1979, 1980